# 리버티 아일랜드 (말)
리버티 아일랜드(Liberty Island, 일본어: リバティアイランド, 2020년 2월 2일 ~ 2025년 4월 27일)는 일본의 순종 경주마다.
2023년 일본 트리플 티아라(Triple Tiara)에서 우승했다. 이 말의 이름은 뉴욕 항에 있는 자유의 여신상이 있는 같은 이름의 섬에서 유래했다(어머니의 이름이 ‘양키 로즈’이기 때문임).
이 말의 주요 우승으로는 2022년 한신 주니어 필리스(Hanshin Juvenile Fillies), 2023년 앵화상, 우준 빈마(오크스), 추화상이 있다. 이 말은 2022년 JRA 어워드 최우수 2세 암말상과 2023년 JRA 어워드 최우수 3세 암말상을 수상했다. 이 말은 샤틴 경마장에서 열린 엘리자베스 2세 여왕 컵(Queen Elizabeth II Cup) 경주 중 생명을 위협하는 부상을 입은 후 안락사되었다.

## 경주 성적
| 날짜        | 경마장 | 경기명                | 등급 | 트랙       | 배당 (인기 순위) | 순위 | 시간    | 기수        | 우승마 (2위마)    |
| ----------- | ------ | --------------------- | ---- | ---------- | ---------------- | ---- | ------- | ----------- | ----------------- |
| 2022.07.30. | 니가타 | 2세 신마              | -    | 잔디 1600m | 2.1 (1)          | 1    | 1:35.8  | 가와다 유가 | (크루제이루 두술) |
| 2022.10.29. | 도쿄   | 아르테미스 스테이크스 | G3   | 잔디 1600m | 1.4 (1)          | 2    | 1:33.9  | 가와다 유가 | 라벨              |
| 2022.12.11. | 한신   | 한신 주브나일 필리스  | G1   | 잔디 1600m | 2.6 (1)          | 1    | 1:33.1  | 가와다 유가 | (신료쿠카)        |
| 2023.04.09. | 한신   | 앵화상                | G1   | 잔디 1600m | 1.6 (1)          | 1    | 1:32.1  | 가와다 유가 | (코나 코스트)     |
| 2023.05.21. | 도쿄   | 우준 빈마 (오크스)    | G1   | 잔디 2400m | 1.4 (1)          | 1    | 2:23.1  | 가와다 유가 | (하퍼)            |
| 2023.10.15. | 교토   | 추화상                | G1   | 잔디 2000m | 1.1 (1)          | 1    | 2:01.1  | 가와다 유가 | (마스크트 디바)   |
| 2023.11.26. | 도쿄   | 재팬컵                | G1   | 잔디 2400m | 3.7 (2)          | 2    | 2:22.5  | 가와다 유가 | 이퀴녹스          |
| 2024.03.30. | 메이단 | 두바이 시마 클래식    | G1   | 잔디 2410m | 2.8 (1)          | 3    | 2:27.16 | 가와다 유가 | 레블스 로맨스     |
| 2024.10.27. | 도쿄   | 추계 천황상           | G1   | 잔디 2000m | 2.3 (1)          | 13   | 1:58.1  | 가와다 유가 | 두 듀스           |
| 2024.12.08. | 샤틴   | 홍콩컵                | G1   | 잔디 2000m | 4.7 (2)          | 2    | 2:00.74 | 가와다 유가 | 로맨틱 워리어     |
| 2025.04.05. | 메이단 | 두바이 터프           | G1   | 잔디 1800m | 7.6 (2)          | 8    | 1:46.42 | 가와다 유가 | 소울 러시         |
| 2025.04.27. | 샤틴   | 퀸 엘리자베스 2세 컵  | G1   | 잔디 2000m | 4.2 (3)          | DNF  | -       | 가와다 유가 | 타스티에라        |

- DNF: 미완주 (Did Not Finish)

## 같이 보기
- 라이스 샤워 - 1995년 다카라즈카 기념 경주 도중 개방골절로 낙마사고를 일으키고 사망했다.
- 사일런스 스즈카 - 1998년 추계 천황상 경주 도중 분쇄골절로 사망했다.